# 扎沃尔努阿姆
扎沃尔努阿姆（Zawlnuam），是印度米佐拉姆邦Mamit县的一个城镇。总人口3119（2001年）。

## 人口
该地2001年总人口3119人，其中男性1608人，女性1511人；0—6岁人口454人，其中男243人，女211人；识字率77.75%，其中男性为79.66%，女性为75.71%。